# Street Fighter 6
Street Fighter 6 é um jogo eletrônico de luta de 2023 desenvolvido e publicado pela Capcom. É a sétima entrada principal da franquia Street Fighter, seguindo Street Fighter V (2016), e foi lançado para PlayStation 4, PlayStation 5, Windows e Xbox Series X/S em 2 de junho de 2023, ao passo que uma versão para arcades, intitulada Street Fighter 6 Type Arcade, foi publicada pela Taito no Japão em dezembro de 2023.  Adicionalmente, uma série de quadrinhos que serviu como prequência dos eventos do jogo foi lançada em setembro de 2022. Uma versão atualizada com conteúdos pós-lançamento, Street Fighter 6 Years 1-2 Fighters Edition, foi lançada em junho de 2025, acompanhada de uma versão para Nintendo Switch 2 e um Amiibo correspondente para o jogo.
Desenvolvido no motor RE Engine, Street Fighter 6 suporta jogabilidade multiplataforma e rollback netcode. Oferece três modos de jogo abrangentes e três opções de controle. O jogo também conta com um sistema de comentários em tempo real, proporcionando uma sensação de torneio e a opção de torcer pelo jogador. O jogo continua o estilo "2.5D" introduzido em Street Fighter IV (2008). Street Fighter 6 foi recebido com aclamação da crítica por seu mundo aberto, opções de controle, personagens, jogabilidade, gráficos e dublagem. Até junho de 2025, o jogo já havia vendido mais de cinco milhões de unidades.

## Jogabilidade
Street Fighter 6 apresenta três modos de jogo abrangentes: Fighting Ground, World Tour e Battle Hub. Fighting Ground contém batalhas locais e online, bem como modos de treinamento e arcade, todos com jogabilidade de luta 2D semelhante aos jogos anteriores da série, nos quais dois lutadores usam uma variedade de ataques e habilidades especiais para nocautear seu oponente. World Tour é um modo de história para um jogador com um avatar de jogador personalizável que explora ambientes 3D, como Metro City de Final Fight e a pequena nação de Nayshall, com jogabilidade de ação e aventura. O Battle Hub funciona como um modo de lobby online, usando avatares de jogadores personalizáveis do modo World Tour. No Battle Hub, os jogadores podem competir em partidas ranqueadas ou casuais, batalhar usando seus avatares criados, participar de eventos especiais ou jogar títulos de fliperama emulados da Capcom, usando a mesma tecnologia de emulação usada na série Capcom Arcade Stadium, entre outros recursos.
A principal jogabilidade de luta de Street Fighter 6 é baseada no Drive Gauge, um sistema projetado para estimular a criatividade do jogador. O medidor pode ser usado para cinco técnicas diferentes, exigindo que os jogadores escolham qual priorizar. A maioria das mecânicas do Drive Gauge são baseadas em mecânicas existentes anteriormente de jogos anteriores de Street Fighter, como Parry, Focus Attack, EX move, etc. O jogo apresenta três tipos de controle: o esquema de controle "clássico" tem um layout de seis botões que funciona de maneira semelhante às entradas anteriores da franquia, o esquema de controle "moderno" atribui movimentos especiais a um único botão combinado com uma entrada direcional, e o esquema de controle "dinâmico", que só é permitido em certas partes no modo Fighting Ground, mas não é permitido em batalhas online, usa um layout de ataque automático de botão único, com base em qual alcance é executado.
O uso de vários supercombos retorna da subsérie Street Fighter Alpha, incluindo também a variante Ultra Combo W de Ultra Street Fighter IV. No entanto, cada personagem possui apenas três super combos com base em seu respectivo medidor de nível. Por exemplo, os "Shinku Hadoken", "Shin Hashogeki" e "Shin Shoryuken" de Ryu só podem ser usados nos níveis 1, 2 e 3, respectivamente. Quando um jogador está com pouca saúde, seu super movimento de nível 3 se tornará uma arte crítica, que é mais poderosa, além de ter uma cena cinematográfica expandida. Certos conjuntos de movimentos só podem ser cancelados para super movimentos com base em quantos níveis o jogador preencheu, como movimentos especiais EX/Overdrive, que só podem ser cancelados para níveis superiores acima do Nível 1, enquanto movimentos especiais regulares sem sacrificar o medidor Drive só podem ser cancelado para o Nível 3. Um tipo de batalha "extremo" também está disponível para jogar, permitindo aos jogadores competir em partidas que apresentam regras e truques especiais.
Um sistema de comentários em tempo real é um recurso totalmente novo em Street Fighter 6, onde comentaristas ingleses e/ou japoneses assistem à ação em tempo real, dando uma sensação de estilo de torneio, ou permitem a opção de torcer pelo jogador. Oito comentaristas diferentes são apresentados, quatro de cada um dos dois tipos de comentários: comentário jogada a jogada e comentário colorido, sendo este último opcional. Aru, Jeremy "Vicious" Lopez, Steve "TastySteve" Scott e Kosuke Hiraiwa serão os comentaristas jogada a jogada, enquanto Demon Kakka, Thea "Zelina Vega" Trindad, James "jchensor" Chen e Hikaru Takahashi serão os quatro comentaristas coloridos.

## Personagens
O jogo foi lançado com uma lista base de 18 lutadores. Os personagens listados em negrito são novos na franquia.
- Blanka
- Cammy
- Chun-Li
- Dee Jay
- Dhalsim
- E. Honda
- Guile
- Jamie
- JP
- Juri
- Ken
- Kimberly
- Lily
- Luke
- Manon
- Marisa
- Ryu
- Zangief

Os personagens adicionais abaixo foram introduzidos durante as temporadas de passe do jogo como conteúdo para download. Os personagens listados em negrito são novos na franquia e os listados em itálico são convidados especiais no jogo.
- A.K.I.
- Alex
- Akuma
- C. Viper
- Ed
- Elena
- Ingrid
- M. Bison
- Mai Shiranui
- Rashid
- Sagat
- Terry Bogard

Rashid, Akuma e A.K.I. foram introduzidos no primeiro passe de temporada, enquanto M. Bison e Elena foram introduzidos no segundo. Dois personagens convidados da série Fatal Fury da SNK também foram adicionados ao jogo no segundo passe de temporada: Terry Bogard e Mai Shiranui. Alex, C. Viper, Sagat e Ingrid serão introduzidos no terceiro passe de temporada.

## Desenvolvimento e lançamento
A Capcom postou um cronômetro, intitulado "Capcom Countdown", em 14 de fevereiro de 2022, com um anúncio pendente assim que o relógio terminasse sua contagem regressiva de sete dias. Em 21 de fevereiro de 2022, Street Fighter 6 foi anunciado, mostrando o retorno de Ryu e Luke, tendo o último dos quais estreou na temporada final de conteúdo para download de Street Fighter V.
Street Fighter 6 marca o primeiro jogo, desde Street Fighter IV, a não ser desenvolvido pelo produtor da franquia, Yoshinori Ono, que deixou a Capcom em 2020.
Em 2 junho de 2022, um trailer da gameplay foi divulgado no State of Play de junho da PlayStation. O trailer anunciou os modos World Tour, Battle Hub e Fighting Grounds, mostrou o retorno de Chun-Li e introduziu dois novos personagens, Jamie e Kimberly. O trailer também demonstrou os comentaristas em tempo real no jogo, algo inédito na franquia. Ele está sendo desenvolvido na RE Engine, e foi desenvolvido para suportar jogabilidade multiplataforma e código de rede de reversão. No The Game Awards 2022, foi anunciado que o jogo seria lançado em 2 de junho de 2023.
A primeira beta fechada ocorreu de 7 de outubro de 2022 a 11 de outubro de 2022, com oito personagens jogáveis e crossplay entre Xbox, Steam e Playstation. A segunda beta fechada ocorreu entre 16 e 19 de dezembro. Os jogadores foram escolhidos por sorteio para acessar a versão beta. Uma demo apresentando parte do modo World Tour do jogo foi lançada para PlayStation 4 e PlayStation 5 em 20 de abril de 2023, com lançamento para outras plataformas em 26 de abril.
Uma versão para arcade foi anunciada em 9 de dezembro de 2022. Publicada pela Taito para gabinetes compatíveis com NESiCAxLive, está programado para ser lançado ainda em 2023 no Japão, sob o título Street Fighter 6 Type Arcade.

### Days of Eclipse
Uma série de quadrinhos prequela chamada Days of Eclipse, desenvolvida pela Udon Entertainment foi anunciada em 9 de novembro de 2022, que explica como o jogo se concentra fortemente nas histórias de Ken, Kimberly e Luke. A história em quadrinhos foi lançada digitalmente em 5 de maio de 2023 e nas livrarias em 6 de maio de 2023.

### Música
A música tema do jogo é intitulada "Not on the Sidelines", produzida por GRP e pelos rappers Rocco 808 e Randy Marx. O videoclipe oficial da canção também conta com a participação dos artistas Sumi Oshima e Benny Diar, e foi dirigido e editado por Ross Harris. De acordo com o compositor principal Yoshiya Terayama, a trilha sonora foi influenciada pela cultura hip-hop e pretendia representar "uma nova geração para a série". Em vez de arranjar motivos, as músicas-tema dos personagens são baseadas em novas composições, com o conceito sendo os personagens se eles aparecessem nas ruas.

## Recepção
Street Fighter 6 recebeu "aclamação universal" para as versões de Windoes e PlayStation 5, e "críticas geralmente favoráveis" para a versão de Xbox Series X, de acordo com as críticas agregadas no Metacritic.
The Guardian elogiou o netcode de Street Fighter 6, escrevendo, "o componente online realmente funciona, e funciona bem, desde o início". PCMag gostou do criador do personagem, sentindo que tinha um grande número de opções, "há um número ridículo de opções de corpo, olhos, cabelo, nariz e voz para criar um artista marcial pateta, imaginativo ou realista". Game Informer escreveu que o sistema Drive foi uma ótima adição, que estabelece "uma dinâmica atraente de risco/recompensa que tinge cada interação".
A PCGamesN criticou a narrativa do modo World Tour como uma decepção, mas observou que a Capcom aprendeu com seus erros do passado e fez o "jogo de luta mais repleto de recursos até agora", e que o amplo escopo de Street Fighter 6 satisfará os jogadores com seu conteúdo abundante sem esperar por uma Ultimate Edition a ser lançada. Ars Technica gostou das opções de acessibilidade incluídas: "Os jogadores cegos e com deficiência visual de Street Fighter encontrarão uma variedade de novas opções para ajudá-los a jogar, como sons que indicam a distância de um oponente ou se um ataque for alto, médio ou baixo. um toque realmente atencioso e não tenho conhecimento de nenhum outro jogo fazendo algo semelhante".